# Prosopocera parimbellis
Prosopocera parimbellis là một loài bọ cánh cứng trong họ Cerambycidae.